# Cataclysme (geologie)

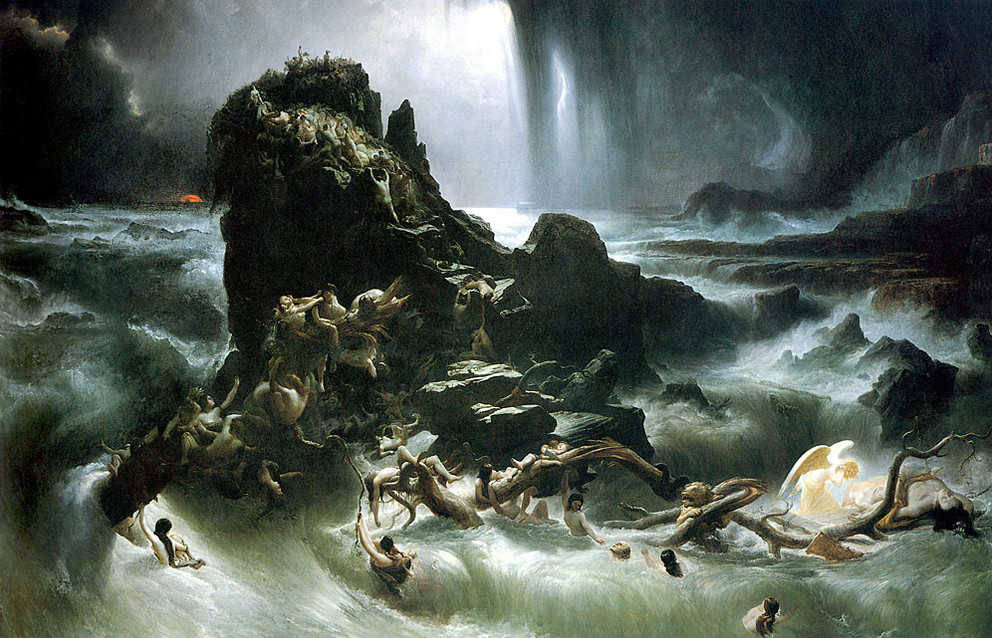
Francis Danby: De zondvloed (1837-1839, Tate Gallery, Londen)

Met een cataclysme (van het gelatiniseerde cataclysmus; uit het Oudgriekse κατακλυσμός (kataklusmós); uit κατακλύζειν (kataklúzein) - "overstromen"; van κατά (katá) - "omlaag" en κλύζειν (klúzein) - "(weg)spoelen") wordt in de geologie een ramp aangeduid in de aardgeschiedenis: een plotselinge vernietiging of verstoring. Voorbeelden hiervan zijn de vernietiging van Pompeï, de Toengoeska-explosie, de Aardbeving in de Indische Oceaan van 2004 en de inslag van de komeet Shoemaker-Levy 9 op de planeet Jupiter in 1994.
De Grieken gebruikten het woord κατακλυσμός (kataklusmós) voor de Zondvloed en soms ook voor andere rampen die worden beschreven in de Bijbel, zoals de vernietiging van Sodom en Gomorra en de 10e plaag van Egypte.